# Цефподоксим
Цефподоксим — антибіотик з групи цефалоспоринів ІІІ покоління для перорального застосування. Цефподоксим розроблений у лабораторії американської корпорації «Pfizer», яка випускала його під торговою маркою «Вантін».

## Фармакологічні властивості
Цефподоксим — антибіотик широкого спектра дії, що належить до групи цефалоспоринів ІІІ покоління. Як і інші β-лактамні антибіотики діє бактерицидно. Механізм дії препарату полягає у порушенні синтезу клітинної стінки бактерій. Проявляє високу активність щодо наступних збудників: грампозитивні мікроорганізми — стрептококи, Corynebacterium diphtheriae; грамнегативні — Haemophilus influenzae, Escherichia coli, нейсерії, клебсієли, Proteus, Moraxella catarrhalis, Providencia rettgeri; а також деякі анаероби (Peptostreptococcus). Помірно чутливими до цефподоксиму є метицилінчутливі стафілококи, як ті, що продукують, так і ті, що не продукують пеніциліназу. Стійкими до препарату є лістерії, Enterococcus spp., Enterobacter spp., Serratia spp., Pseudomonas spp., клостридії, Bacteroides spp., метицилінрезистентні штами стафілококів, туберкульозна паличка. Цефподоксим стійкий до дії бета-лактамаз.

### Фармакокінетика
Цефподоксим після перорального прийому всмоктується в тонкій кишці й гідролізується в печінці, утворюючи активний метаболіт. Біодоступність цефподоксиму становить близько 50 %, після прийому їжі біодоступність препарату збільшується. Максимальна концентрація в крові досягається протягом 2—3 годин. Цефподоксим у помірній кількості (до 40 %) зв'язується з білками плазми крові. Препарат добре проникає в більшість тканин і рідин організму, особливо в паренхіму легень, слизову оболонку бронхів, плевральну рідину, мигдалики, передміхурову залозу. Цефподоксим проникає через плацентарний бар'єр та виділяється у грудне молоко. Виводиться препарат переважно з сечею в незміненому вигляді, період напіввиведення становить у середньому 2,4 години.

## Показання
Цефподоксим рекомендовано у випадку інфекцій, викликаних чутливими до препарату збудниками, а саме: інфекціях ЛОР-органів(синуситах, тонзилітах, фарингіті, середньому отиті); інфекціях нижніх дихальних шляхів (гострому та хронічному бронхіті, пневмонії); неускладнених інфекціях сечовивідних шляхів (циститах, пієлонефритах), а також при гострому гонококовому уретриті; інфекціях шкіри та м'яких тканин (абсцесах, інфікованих ранах, фурункулах, карбункулах, пароніхії).

## Протипоказання
Цефподоксим протипоказаний при підвищеній чутливості до β-лактамних антибіотиків; спадковій непереносимості галактози, дефіциті лактази або синдромі мальабсорбції глюкози/галактози. Цефподоксим не рекомендований до застосування у періоді вагітності та годування грудьми.

## Побічна дія
При застосуванні цефподоксиму можуть спостерігатись наступніпобічні ефекти:
- Алергічні реакції та реакції з боку шкірних покривів — рідко (1/10000—1/1000) висипання на шкірі, свербіж шкіри, кропив'янка, медикаментозна гарячка, синдром Стівенса-Джонсона, синдром Лаєлла, анафілактичний шок, загострення акне, підвищена пітливість, фотосенсибілізація, сухість та злущування шкіри, грибковий дерматит.
- З боку дихальної системи — рідко (1/10000—1/1000) кашель, носова кровотеча, риніт, бронхіт, приступи ядухи, астма, ексудативний плеврит, синусит.
- З боку травної системи — нечасто (1/1000—1/100) біль у животі, рідко (1/10000—1/1000) діарея, сухість у роті, нудота, блювання, закрепи, кандидоз порожнини рота, псевдомембранозний коліт, холестатичний гепатит.
- З боку нервової системи — нечасто (1/1000—1/100) головний біль, дуже рідко (<1 /10 000) запаморочення, вертиго, безсоння, сонливість, невроз, роздратованість, нервозність, незвичні сновидіння, нічні жахи, погіршення зору, сплутаність свідомості, парестезії.
- З боку сечостатевої системи — рідко (1/10000—1000) гематурія, дизурія, протеїнурія, почащений сечопуск, метроррагія, інфекції сечових шляхів, вагінальний кандидоз.
- З боку серцево-судинної системи — рідко (1/10000—1/1000) тахікардія, вазоділятація, застійна серцева недостатність, артеріальна гіпотензія або гіпертензія, периферичні набряки, біль у грудній клітці.
- Інші побічні ефекти — рідко (1/10000—1/1000) міалгія, суперінфекція, подагра, збільшення маси тіла.
- Зміни в лабораторних аналізах — рідко (1/10000—1000) еозинофілія, підвищення активності у крові амінотрансфераз і лужної фосфатази, збільшення рівня білірубіну, сечовини та креатиніну в крові, поява псевдопозитивної реакції Кумбса, дуже рідко (<1 /10 000) лейкопенія, нейтропенія, тромбоцитопенія або тромбоцитоз, агранулоцитоз, анемія, гемолітична анемія.

## Форми випуску
Цефподоксим випускається у вигляді таблеток по 0,1 або 0,2 г. і порошку для приготування суспензії для прийому всередину.